# Edward Polański (dyplomata)
Edward Polański (ur. 23 sierpnia 1933, zm. 12 października 2024) – polski dyplomata, ambasador w Wenezueli (1987–1991).

## Życiorys
Absolwent studiów w Szkole Głównej  Służby Zagranicznej. W 1956 rozpoczął pracę w Ministerstwie Spraw Zagranicznych. Był członkiem Międzynarodowej Komisji Nadzoru i Kontroli w Laosie. W latach 1969–1970 reprezentował Polskę jako pierwszy przedstawiciel we frankistowskiej Hiszpanii jako pracownik konsulatu handlowego. Od 1 sierpnia 1981 do 4 marca 1982 chargé d’affaires w Hiszpanii. Od października 1985 do kwietnia 1987 zastępca dyrektora Departamentu IV MSZ (ds. Europy Zachodniej i Turcji). Od 3 maja 1987 do 1991 ambasador w Wenezueli. W 2000 przeszedł na emeryturę.
Pochowany na Cmentarzu Komunalnym Północnym w Warszawie.